# Roberto Eduardo Viola

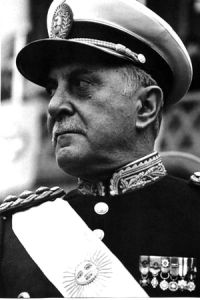
Roberto Eduardo Viola, 1981

Roberto Eduardo Viola (* 13. Oktober 1924 in Buenos Aires; † 30. September 1994) war als argentinischer De-facto-Präsident vom 29. März bis 11. Dezember 1981 ausführendes Organ der Argentinischen Militärdiktatur.

## Militärdiktatur
Viola beteiligte sich am Putsch gegen Isabel Perón vom 24. März 1976. Am 29. März 1981 wurde er Nachfolger von Jorge Rafael Videla als Anführer der Militärjunta.
Bedingt durch seine relativ kurze Regierungszeit setzte er nicht viele politische Akzente, im Wesentlichen führte er die Politik seines Vorgängers Jorge Videla weiter. Er sah sich als Vorbereiter eines allmählichen Übergangs zur Demokratie, wurde aber nach Junta-internen Querelen durch Leopoldo Galtieri ersetzt.
Viola ernannte Lorenzo Sigaut zum Wirtschaftsminister; es wurde ersichtlich, dass Sigaut (und sein Protégé Domingo Cavallo) nach Möglichkeiten suchten, einige der Maßnahmen von Videlas Minister José Alfredo Martínez de Hoz zu revidieren. Sigaut schaffte einen bestehenden 'gleitenden Wechselkursmechanismus' ab und wertete den Peso um 30 % ab.
Argentinien bereitete sich auf eine Rezession vor, nachdem zuvor eine Politik des leichten Geldes ('plata dulce') die Inflation toleriert bzw. gefördert hatte. Die Inflation lag zu jener Zeit bei rund 130 %. Dies schwächte Violas Position.

## Nach der Militärdiktatur
Nach dem Übergang zur Demokratie im Jahre 1983 (siehe Geschichte Argentiniens) wurde Viola 1985 zusammen mit acht anderen Oberbefehlshabern der Militärregierungen im Verfahren gegen die Juntas wegen des Staatsterrors während der Militärdiktatur mit schätzungsweise 30.000 Opfern vor Gericht gestellt. Er wurde zu 17 Jahren Haft verurteilt und blieb bis 1990 inhaftiert. 1990 begnadigte Staatspräsident Carlos Saul Menem ihn und alle weiteren verurteilten Militärs mittels Präsidialdekret.
Viola starb 1994 in Freiheit, Jahre bevor die Verfahren gegen die Oberbefehlshaber der Militärdiktatur wieder aufgenommen wurden.
Viola war verheiratet und hatte zwei Kinder.